# Průsmyk Valparola
Průsmyk Valparola (italsky Passo di Valparola, ladinsky Ju de Valparola nebo Ju de Valparora, německy Valparolapass) je průsmyk v italských Alpách u hranice s Jižním Tyrolskem. U průsmyku se nachází jezero Valparola a několik kilometrů jihovýchodně průsmyk Passo di Falzarego.
Průsmyk Valparola tvoří rozvodí mezi přítoky do Jaderského moře, a to:
- Severozápadní svah: Říčka Gadera protékající údolím Val Badia ústící do Rienzy (něm. Rienz), ta ústí do řeky Isarco (něm. Eisack) u Brixenu, která dále ústí do Adiže.
- Jihovýchodní svah: povodí Piavy.

## Historie
Až do 1. světové války patřil průsmyk Tyrolsku. Několik kilometrů východně procházela hranice s Itálií. Tím se průsmyk stal součástí fronty v Dolomitech, kterou Rakousko ze strategických důvodů poněkud posunulo za svou státní hranici. V průsmyku stojí stará rakouská pevnost Tre Sassi. Brzy po začátku 1. světové války byla částečně zničena italskou dělostřelbou. Přitom přišlo o život několik rakouských vojáků. Jako válečnou lest nechali Rakušané pevnost zevnitř osvětlenou, aby vzbudili dojem, že je nadále bojeschopná. Z toho důvodu byla Italy nadále postřelována. Dnes je z pevnosti muzeum.
Dříve vedla přes průsmyk pouze hipostezka, která byla později přebudována na silnici strada provinciale č. 24 pokračující za průsmykem údolím Val Badia v provincii Bolzano jako strada provinciale č. 37.

## Název
Své jméno nese průsmyk po železárnách, které se kdysi v jeho blízkosti nacházely. Valporola je volný latinský překlad alpská železářská pec. Pozůstatky těchto pecí, které byly v provozu ještě v 16. století, měly být patrné ještě v roce 1860. Člověk doby kamenné již průsmyk znal, jak dokazuje několik nálezů. Lze předpokládat, že metalurgie zde sahala až do doby železné.

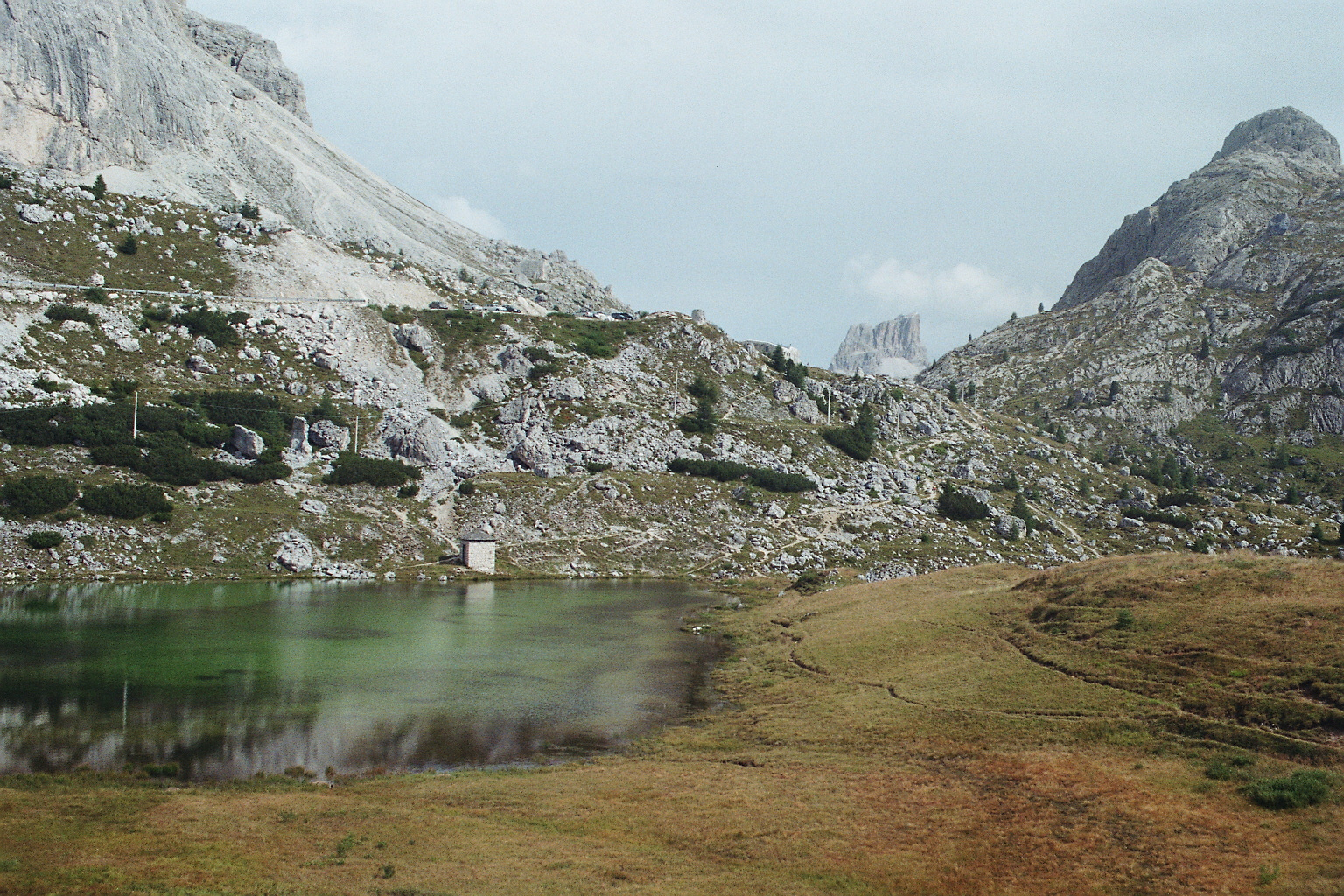
Modrý kámen je vidět při pravém okraji pod vrcholem.

## Modrý kámen
Velký kámen byl před několika lety modře natřen a stal se turistickou atrakcí.

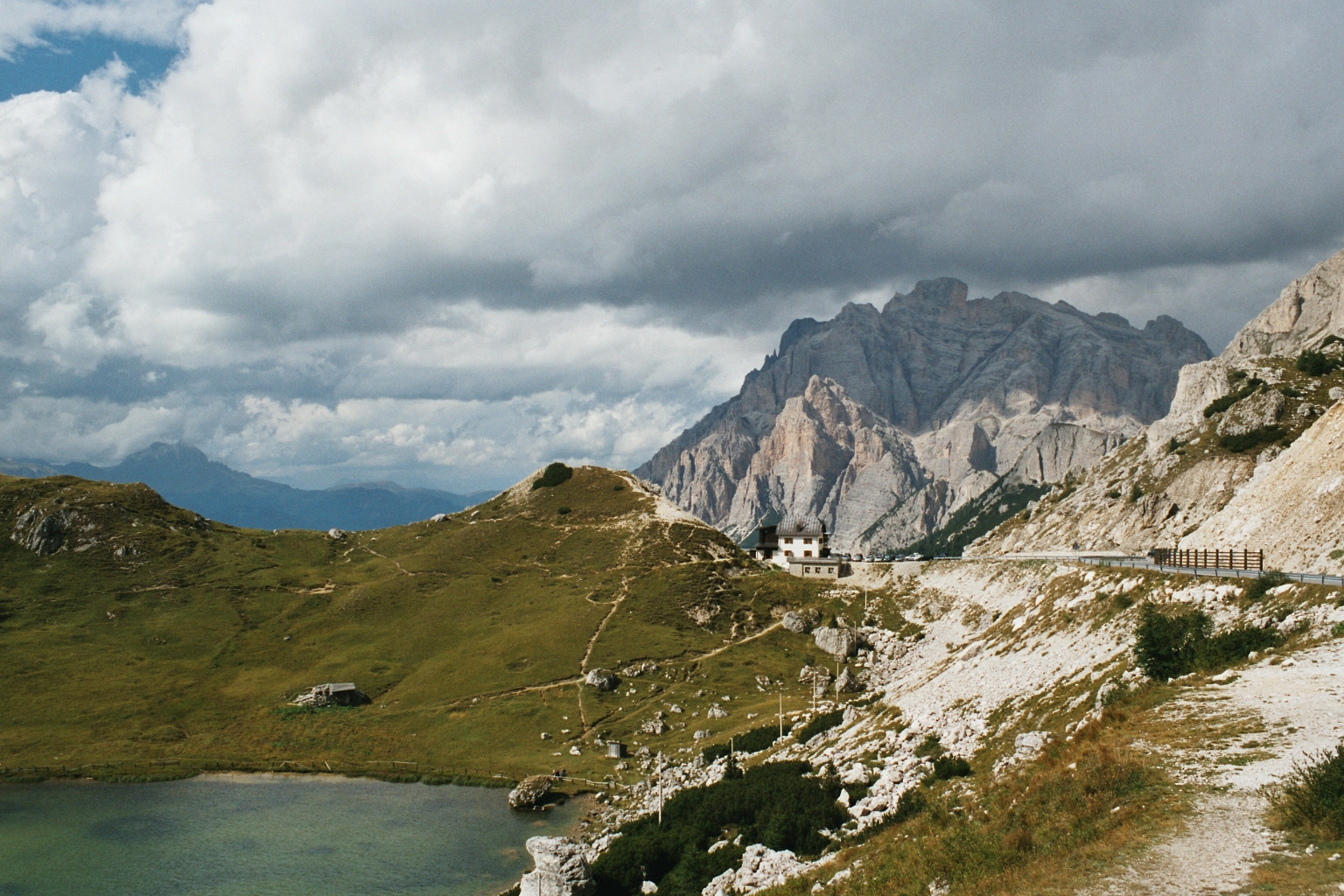
Pohled směrem na severoseverozápad s vrcholem Cima Cunturines